# Peperomia pseudoalternifolia
Peperomia pseudoalternifolia är en pepparväxtart som beskrevs av Trel. & Yunck.. Peperomia pseudoalternifolia ingår i släktet peperomior, och familjen pepparväxter. Inga underarter finns listade i Catalogue of Life.